# Sinopodisma rufofemoralis
Sinopodisma rufofemoralis is een rechtvleugelig insect uit de familie veldsprinkhanen (Acrididae). De wetenschappelijke naam van deze soort is voor het eerst geldig gepubliceerd in 2004 door Fu & Zheng.